# Daehwa-dong, Goyang
Daehwa-dong (koreanska: 대화동) är en stadsdel i staden Goyang i provinsen Gyeonggi i den nordvästra delen av Sydkorea, 24 km nordväst om huvudstaden Seoul. Den ligger i stadsdistriktet Ilsanseo-gu.